# ミスタータイガース
- ミスタータイガース
- ミスター・タイガース

ミスタータイガース（またはミスター・タイガース）は、日本プロ野球・セ・リーグの球団、阪神タイガース（旧・大阪タイガース）の中心選手に対して与えられる称号である。

## 定義
「ミスタータイガース」はあくまでファンやメディアなどが与える称号であり、球団によって指名される訳でもなく、公式にこれを認定する団体なども存在しない。そのため明確な定義は存在せず、対象選手はまちまちである。
ミスタータイガースの条件として挙げられるのは、例えば、
- タイガースの中心選手であること。
- 同時代に他にミスタータイガースがいないこと。
- プロ入りから引退までタイガース一筋であること。
- 優勝に貢献したこと。

などといったものであるが、後述する通りこれらの条件を満たさずともミスタータイガースと呼ばれる選手も存在しており、条件として確実であると言えるのは「タイガースの中心選手であること」のみである。

## 対象選手

### 藤村富美男

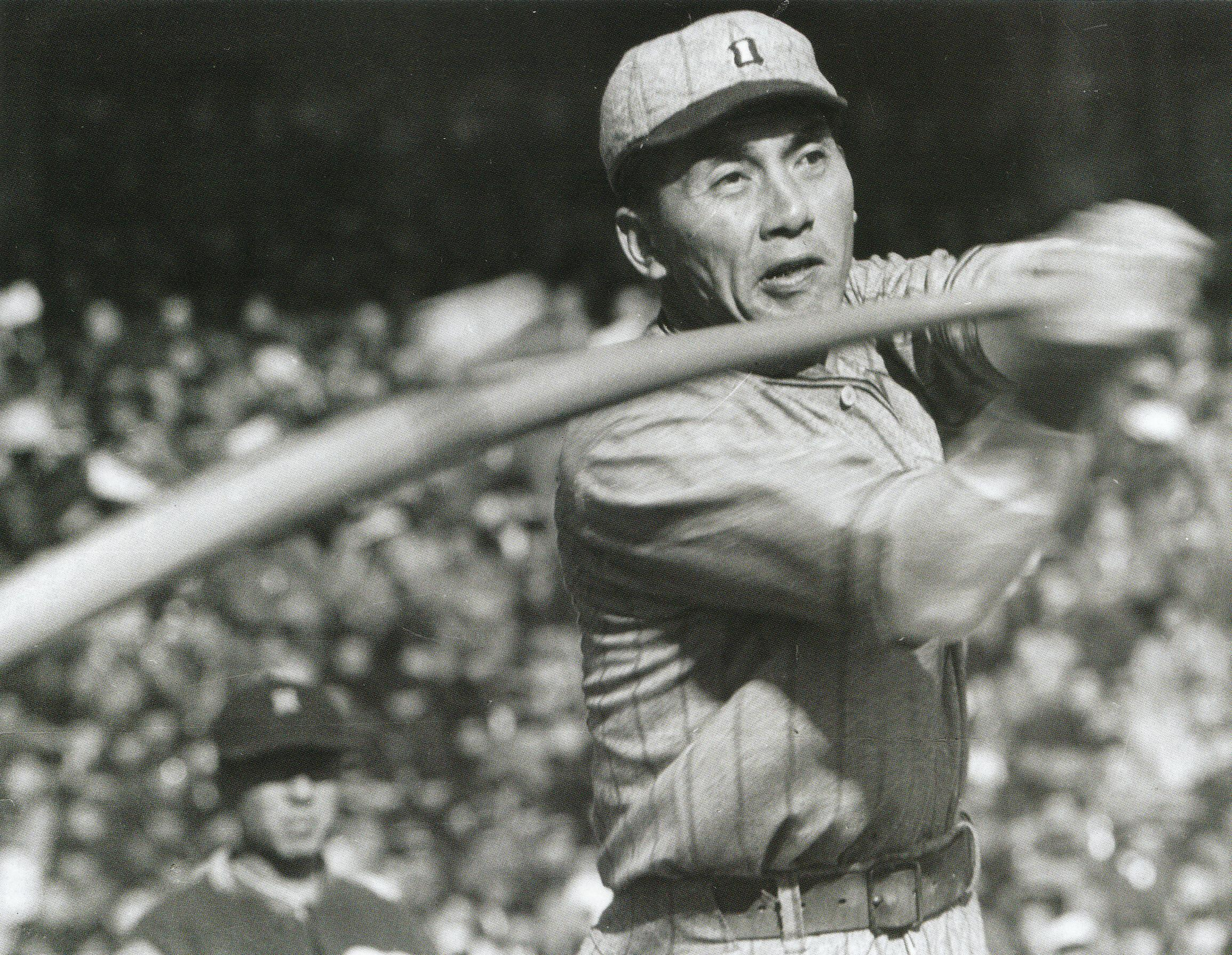
初代ミスタータイガース・藤村富美男（1948年頃）

本来、ミスタータイガースの呼称は藤村富美男に対して与えられたものである。
藤村は、1935年の球団創立時からチームに在籍しており、20年以上攻守にわたってチームの中心選手として活躍し、4度の優勝にも貢献。特に、1948年からはゴルフクラブを参考に「物干し竿」と呼ばれる長いバットを用いて本塁打を量産し、闘志溢れるプレースタイルがファンから絶大な支持を得た。この時代、戦後の復興期にあって、藤村の人気は関西圏の野球ファンを一気に増加させ、タイガースを象徴する存在であるとして、「ミスタータイガース」との呼称が考案された。
当時を知るタイガースファンの中には、「ミスタータイガースに初代も二代目もなく、藤村富美男だけが『ミスタータイガース』である」として、藤村以外の選手をミスタータイガースと認めない者も多い。ファンだけでなく、共にタイガースでプレーした後輩の吉田義男、ライバルチームの主力選手であった青田昇らも、「ミスタータイガースは藤村だけである」と明言している。
なお、藤村は「初代ミスタータイガース」と呼ばれる。

### 村山実
藤村のみをミスタータイガースと呼ぶ立場を除けば、ほぼすべてのファンから藤村と並んでミスタータイガースと認められているのが村山実と掛布雅之である。
1959年3月2日、藤村の引退試合でプロ初登板を飾った村山は、その後瞬く間にエースの座へと上り詰め1962年・1964年のリーグ優勝に貢献、1962年にはMVPを獲得するなど活躍した。ミスタージャイアンツ・長嶋茂雄との対決に魂を燃やす姿や「ザトペック投法」と呼ばれる闘志溢れる投球フォームで人気を博し、やがて藤村の後継者として「二代目ミスタータイガース」と呼ばれるようになった。

### 田淵幸一
ファンやメディアによって最も扱いが分かれる選手が田淵幸一である。
田淵は、1970年代に強肩強打の捕手として活躍し、1975年には本塁打王のタイトルも獲得した。村山引退後、田淵は数多くのファンから「三代目ミスタータイガース」（あるいは「三代目ミスタータイガース候補」）と呼ばれていたが、1978年にトレードで西武ライオンズへ放出された。トレード以降は、「プロ入りから引退までタイガース一筋という条件に反するから、田淵はミスタータイガースではない」とするファンが多数を占めるようになり、前述した掛布を田淵に代わって「三代目ミスタータイガース」と呼ぶようになる。
しかし、田淵自身は「阪神が好きだ」「阪神でずっとやっていきたい」「（阪神で）優勝ができなかったことに悔いが残る」などと語っており、このトレードは田淵の意に反したものであった。このことを考慮して「田淵は自らの意思でタイガースを出たわけではないから、三代目ミスタータイガースはやはり田淵である」とし、掛布はあくまで四代目ミスタータイガースであるとするファンも少数派ながら存在した。そして2002年に田淵がチーフ打撃コーチとして球団に復帰し、翌2003年に18年ぶりの優勝を果たして以降は、田淵は三代目ミスタータイガースと称されている。
阪神在籍10シーズンで4番打者としての出場数812試合（チーム歴代3位）本塁打247本（チーム歴代1位）574打点（チーム歴代3位）の成績を残した。

### 掛布雅之
村山引退の1年後にタイガースに入団した掛布雅之は、1979年にかつての藤村と同じ「4番・三塁手」に定着。同年に本塁打王に輝く活躍を見せてチームの中心選手として認知されるようになり、以降も不動の4番打者として活躍、1985年には球団史上初の日本一にも貢献した。このことから「四代目ミスタータイガース」または「三代目ミスタータイガース」と呼ばれるに至っている。なお、掛布については引退後に長くタイガースのコーチや監督に就任せず、ライバルの読売ジャイアンツの系列局である日本テレビ・読売テレビで解説の仕事をしていたことから、「もはやミスタータイガースではない」と除外する声も一部にあったが、2014年からスタッフとしてタイガースに復帰し、2016年・2017年には二軍監督も務めたことで、このような見解はほぼ見られなくなっている。

### その他の選手
| 投打に渡って活躍した景浦 |  | 投打に渡って活躍した景浦 |
| 投打に渡って活躍した景浦 |  |                          |

大多数からミスタータイガースと認められるのは以上の3名ないし4名であるが、ファンによってはその他の選手をミスタータイガースと呼ぶこともある。
「ミスタータイガース」という概念が存在しなかった時代の選手としては景浦將が挙げられる。沢村栄治と並ぶ日本プロ野球黎明期の看板選手であり、戦前のタイガースにおいて投打の中心選手として活躍、その後若くして戦死したことを称え、初代・藤村から遡って景浦を「零代ミスタータイガース」とすることがある。なお、景浦が着用していた背番号6は、藤田平、和田豊、金本知憲といった中心選手に代々受け継がれており、甲子園歴史館では「栄光の背番号」として紹介されている。
また、若林忠志、小山正明、吉田義男、江夏豊、ランディ・バースといった人気選手は、それぞれ同時代に一般的に認知されたミスタータイガースが他に存在するものの、併せてミスタータイガースと呼ばれることがある。
掛布以降の選手では、金本や藤川球児を始め、真弓明信、岡田彰布、和田豊、新庄剛志、桧山進次郎、今岡誠、鳥谷敬、赤星憲広、大山悠輔、近本光司、佐藤輝明など、多くの選手が「ミスタータイガース候補」として名前を挙げられてきているが、いずれも多数のファンが一致して「ミスタータイガース」と呼ぶまでには現状では至っておらず、そのため「掛布引退以降はミスタータイガース不在である」とする見解が多数派である。

## 他球団への波及
藤村への憧れを公言していた長嶋茂雄がミスタータイガースに倣って「ミスタージャイアンツ」と呼ばれるようになると、その他にも、山本浩二の「ミスター赤ヘル」、若松勉の「ミスタースワローズ」、有藤通世の「ミスターロッテ」、田中幸雄の「ミスターファイターズ」、鈴木啓示の「ミスターバファローズ」、立浪和義の「ミスタードラゴンズ」といったように、中心選手に「ミスター○○」の称号を与えることが球界全体で慣例化することとなった。
特に長嶋はその活躍ぶり・人気ぶりから、チームの枠を超えた「ミスタープロ野球」とも称され、「ミスター」という愛称が一般的になっている。

## MLB
現役22年間をデトロイト・タイガース一筋で過ごしたアル・ケーラインは"Mr. Tiger"（ミスター・タイガー）と呼ばれた。